# Vesperus gomezi
Vesperus gomezi là một loài bọ cánh cứng trong họ Cerambycidae.